# Баре (Коњиц)
Баре је насељено место у Босни и Херцеговини у општини Коњиц у Херцеговачко-неретванском кантону које административно припада Федерацији Босне и Херцеговине. Према прелиминарним резултатима пописа 2013. у несељу је укуно живело 39 становника.

## Географија
Насеље Баре, у коњичком Клису, налази се на око 900 метара надморске висине и тридесетак километара далеко од Коњица. Рат 1992 — 1995. је и овде оставио трага, па данас у Барама живи мало његових предратних житеља. У току примирја после сукоба 23. марта 1993. између АРБиХ и ХВО протерано је и убијено готово целокупно становништа из Бара и околине.
По последњем службеном попису становништва из 1991. године, у насељу Баре живела су 192 становника. Становници су претежно били Хрвати. Према попису из 2013. број становника се смањио и сада их је свега 29 који живе у 16 домаћинстава.

## Становништво
|         | 2013.       | 1991.        | 1981.        | 1971.        | 1961.        |
| Укупно  | 28 (100,0%) | 192 (100,0%) | 232 (100,0%) | 200 (100,0%) | 165 (100,0%) |
| Хрвати  | 19 (67,86%) | 105 (54,69%) | 138 (59,48%) | 137 (68,50%) | –            |
| Бошњаци | 9 (32,14%)  | 86 (44,79%)1 | 94 (40,52%)1 | 62 (31,00%)1 | –            |
| Остали  | –           | 1 (0,521%)   | –            | 1 (0,500%)   | –            |

1. 1 На пописима од 1971. до 1991. Бошњаци су пописивани углавном као Муслимани.